# Lonchaea albimanus
Lonchaea albimanus är en tvåvingeart som beskrevs av Walker 1858. Lonchaea albimanus ingår i släktet Lonchaea och familjen stjärtflugor. Inga underarter finns listade i Catalogue of Life.